# Revaz Barabadze
Revaz Barabadze (in georgiano რევაზ ბარაბაძე?; Tbilisi, 4 ottobre 1988) è un ex calciatore georgiano, di ruolo attaccante.

## Carriera

### Club
Ha giocato 71 partite nella massima serie georgiana, 3 in quella ucraina, 12 in quella cipriota e 2 in quella russa.

### Nazionale
Ha giocato due partite (entrambe amichevoli) con la nazionale georgiana.